# Vườn sao băng (phim truyền hình 2009)
Vườn sao băng (tiếng Hàn: 꽃보다 남자; Hanja: 꽃보다 男子; Romaja: Kkotboda namja; Hán-Việt: Hoa dạng nam tử, tựa tiếng Anh: Boys Over Flowers, dịch nghĩa: "Những chàng trai đẹp hơn cả hoa" hay ngắn gọn là "Trai đẹp hơn hoa", vì "Vườn sao băng" vốn là lấy từ tên của phiên bản Đài Loan "Cùng ngắm mưa sao băng" sang) là một bộ phim truyền hình Hàn Quốc ra mắt vào đầu năm 2009, dựa trên bộ truyện tranh, phim truyền hình và anime Nhật Bản Con nhà giàu (Hana Yori Dango). Đây là bản chuyển thể thứ 5 từ bộ truyện, sau phiên bản Vườn sao băng và phần hai Vườn sao băng II của Đài Loan, Hana Yori Dango và phần hai Hana Yori Dango Returns của Nhật Bản. Bộ phim được chiếu lần đầu tiên vào 5 tháng 1 năm 2009 trên kênh KBS2TV và kết thúc một cách thành công vào 31 tháng 3 năm 2009 với 25 tập phim, tạo nên cơn sốt khắp châu Á. Tại Việt Nam, phim từng được TVM Corp. mua bản quyền và phát sóng trên kênh HTV3.

## Nội dung
Bộ phim mở đầu với việc giới thiệu tập đoàn Shinhwa - một trong những tập đoàn lớn mạnh nhất của Hàn Quốc được điều hành bởi nữ chủ tịch Kang Hee Soo (mẹ của Goo Jun Pyo). Goo Jun Pyo (Lee Min-ho) là thủ lĩnh của F4, nhóm các chàng trai hào hoa và quyền lực nhất trường trung học danh tiếng Shinhwa. Những thành viên khác của nhóm bao gồm Yoon Ji Hoo - cháu nội của Cựu Tổng thống Hàn Quốc, So Yi Jung - nghệ nhân gốm nổi tiếng và Song Woo Bin - con trai của một gia đình xã hội đen. Khi F4 bắt nạt một học sinh đến mức cậu định tự tử, cô gái nhà nghèo nhưng đầy hoạt bát - Geum Jan Di (Goo Hye Sun) đã cứu sống cậu và dưới áp lực của truyền thông, cô nhận được một suất học bổng tại trường Trung học Shinhwa. Gia đình Jan Di kinh doanh giặt là và cô sống trong một căn hộ nhỏ với bố mẹ (Geum Il Bong, Na Gong Joo) và em trai của mình (Geum Kang San).
Ngay khi vào học, Jan Di không hề ưa thích các bạn cùng lớp giàu có và cảm thấy chán ghét sự ủng hộ, thần tượng nhóm F4. Nhưng Jan Di cũng dần tìm được niềm vui khi tới hồ bơi của trường và làm quen với một người bạn đến từ Đức Oh Min Ji. Min Ji tuy cũng xuất thân con nhà giàu có nhưng không hề kiêu ngạo, khinh thường người khác mà rất thân thiện. Trong một lần bảo vệ Min Ji, Jan Di đã chọc giận Jun Pyo. Tức giận trước tính cách cứng đầu của cô, Jun Pyo khiến cô trở thành mục tiêu bị bắt nạt của cả trường nhưng cô dũng cảm đứng lên đấu tranh và dần dần chính anh lại là người có cảm tình với Jan Di. Trong khi đó, Jan Di lại có tình cảm với Ji Hoo. Cô sớm phát hiện ra Ji Hoo có tình yêu mãnh liệt với Min Seo Hyun (Han Chae Young), một người mẫu nổi tiếng và là bạn từ thuở bé của Ji Hoo.
Sau khi Ji Hoo rời nước để theo đuổi Min Seo Hyun, Jan Di bắt đầu, một cách miễn cưỡng, dành nhiều thời gian hơn với Jun Pyo. Anh tuyên bố trước các học sinh trong trường rằng Jan Di là bạn gái của mình. Ngay sau đó, Jan Di đã bị đánh thuốc mê trong một bữa tiệc khi tỉnh lại, các bức ảnh cô nằm bất tỉnh trên giường cùng với một chàng trai xuất hiện khắp trường. Jan Di không thể ngờ chính Min Ji là người đã sắp đặt mọi chuyện. Jun Pyo tức giận và tin rằng Jan Di đã lừa dối anh. Các học sinh khác lại tiếp tục bắt nạt và đối xử tệ bạc với Jan Di. Oh Min Ji bí mật tiết lộ với Jun Pyo sự liên quan của cô với các bức ảnh. Cô cũng tiết lộ rằng họ đã là bạn học từ thời mẫu giáo, và đã rất cố gắng để chiếm được tình cảm của anh thông qua việc phẫu thuật thẩm mĩ. Jun Pyo xa lánh Oh Min Ji bởi việc phản bội bạn bè và nhanh chóng tới giải nguy cho Jan Di, cô gái đáng thương đang bị tấn công bởi những kẻ bắt nạt. Anh xin lỗi vì đã nghi ngờ cô và tình cảm của họ lại được gắn kết bền chặt hơn. Min Ji không còn mặt mũi nào nên đã quyết định chuyển trường. Jan Di tuy rất tức giận nhưng cũng không thể chối bỏ cảm giác xót xa, thương cảm Min Ji. Cô ngồi trong phòng học, ôm chặt con gấu bông Min Ji tặng mình mà rơi nước mắt.
Một thời gian sau, Ji Hoo quay trở lại khiến Jan Di cảm thấy rất bối rối. Trong khi Jun Pyo không ngừng gây ấn tượng với Jan Di, cô càng trở nên phân tâm bởi Ji Hoo. Trong chuyến du lịch trên đảo, Jun Pyo bắt gặp cô đang hôn Ji Hoo. Anh đau đớn, giận dữ đến mức lao vào đánh Ji Hoo. Sáng hôm sau, Jun Pyo lặng lẽ rời khỏi đảo khiến Jan Di cảm thấy có lỗi. Cô nhận ra rằng mình đã yêu Jun Pyo và thổ lộ điều ấy khi anh giả vờ bị tai nạn. Cùng lúc đó, bạn thân của Jan Di – Chu Ga Eul bắt đầu có cảm tình với Yi Jung.
Khi biết được mối quan hệ giữa con mình và Jan Di, Kang Hee Soo thực hiện hàng loạt sự việc gây khó khăn cho cô và gia đình vì bà ta khinh thường gia cảnh của họ. Jan Di phải tìm thêm việc làm để phụ giúp gia đình. Cô quen được một người bạn trong giới người mẫu, người giúp cô kiếm thêm tiền bằng cách chụp hình cho một tạp chí. Điều này khiến Jun Pyo tức giận. Anh cảm thấy bị tổn thương vì Jan Di tìm kiếm sự giúp đỡ từ người khác. Khi Jan Di bị tên người mẫu bắt cóc, anh ta tiết lộ rằng mình chính là em trai của học sinh từng định tự tử mà cô đã cứu sống, và anh ta đang khao khát trả thù. Jun Pyo một mình đến cứu Jan Di và bị đánh đập tơi tả trước mặt cô. May mắn thay, các thành viên khác của F4 đến kịp lúc và giải cứu cho họ. Mặc dù vậy, vụ việc này làm cho Jan Di bị thương nặng ở lưng, khiến sau này cô không thể bơi được nữa.
Sau khi cha của Jun Pyo bị ốm nặng, mẹ anh bắt anh phải huấn luyện để trở thành người lãnh đạo của tập đoàn Shinhwa. Anh rời khỏi Hàn Quốc, trở nên lạnh lùng với nhóm bạn và Jan Di, bắt đầu đồng hành cùng mẹ trong những cuộc họp quan trọng. Sáu tháng sau, Jan Di và nhóm F4 sang thăm Jun Pyo tại Macao nhưng anh lại tiếp tục phớt lờ họ. Thực tế mẹ anh đứng sau mọi chuyện và buộc anh phải xa lánh họ. Cũng trong thời gian này, Jun Pyo phải đính hôn với tiểu thư Ha Jae Kyung. Anh về nước để tiếp tục học đại học. Jan Di vẫn liên tục bị gây khó khăn, gia đình cô phải chuyển về quê còn bản thân cô thì bị đẩy vào tình cảnh vô gia cư. Được sự giúp đỡ từ chị gái của Jun Pyo, cô tạm thời sống trong nhà của anh và trở thành một người hầu (theo ý nguyện của cô). Những sự việc xảy ra tiếp theo chứng tỏ hai người họ vẫn còn yêu nhau rất nhiều. Jae Kyung cũng yêu Jun Pyo và muốn chiếm lấy trái tim anh nhưng cô sớm nhận ra rằng điều này là vô ích. Vì vậy, giữa lúc đám cưới đang diễn ra, cô từ chối cưới Jun Pyo và thổ lộ rằng cô cảm thấy có lỗi khi là người ngáng đường tình yêu của họ.
Jan Di và Jun Pyo lại đoàn tụ với nhau. Tuy nhiên, trước những hành động của mẹ Jun Pyo đối với những người thân của mình, Jan Di quyết định rời bỏ Jun Pyo, trở về quê với gia đình sau khi dành những khoảnh khắc yêu thương cuối cùng với anh. Jun Pyo vô cùng đau đớn. Một tuần sau, anh bị xe tông trúng người để cứu mạng Ji Hoo khi cả hai người đang ở vùng quê của Jan Di. Vụ tai nạn này khiến cho Jun Pyo mất toàn bộ trí nhớ về Jan Di. Jan Di cố gắng gợi lại những kỉ niệm với Jun Pyo nhưng không hề có kết quả, cho đến khi cô ngã xuống hồ nước và khiến anh sực tỉnh ra mọi thứ. Anh gọi tên Jan Di và lao xuống nước cứu cô. Họ lại được đoàn tụ với nhau một lần nữa. Mặc dù Jun Pyo ngỏ lời cầu hôn Jan Di, cả hai người đều quyết định sẽ theo đuổi ước mơ riêng của mình trước. Jun Pyo sang Mĩ, nơi anh có thể đẩy mạnh sự phát triển của tập đoàn Shinhwa.
4 năm sau, Jun Pyo trở thành một doanh nhân thành đạt. Ji Hoo chuẩn bị tốt nghiệp trong khi Jan Di đang là sinh viên năm ba trường Y. Yi Jung quay trở về từ Thụy Điển, tìm gặp Ga Eul lúc này đã là một cô giáo. Jun Pyo đến gặp Jan Di trong một chiếc trực thăng và cầu hôn cô tại bờ biển. Cùng lúc, các thành viên khác của nhóm F4 cũng có mặt. Tất cả bọn họ cùng nhau ngắm nhìn hoàng hôn, mỉm cười hạnh phúc.

## Vai diễn

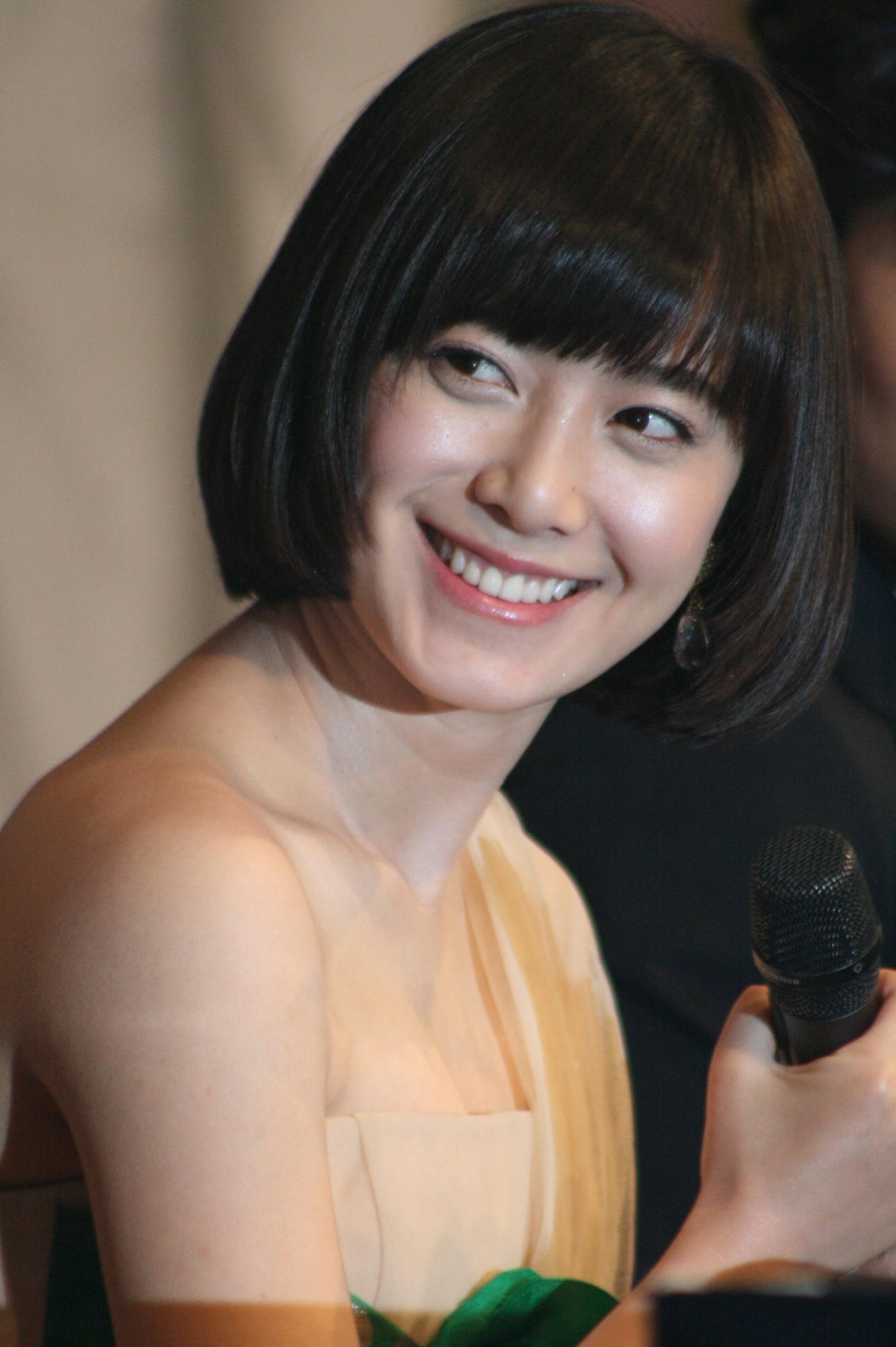
Gu Hye-seon

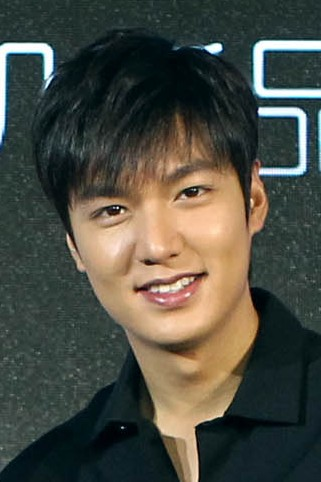
Lee Min Ho

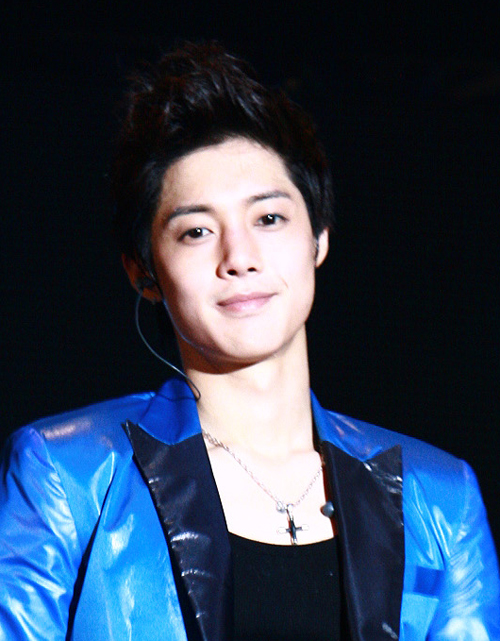
Kim Hyun-joong

- Goo Hye Sun vai Geum Jan Di (금잔디): Jan Di là con gái lớn của một tiệm giặt sấy khô. Trong một lần giao hàng tới trường Shinhwa, cô đã tình cờ gặp và cứu một học sinh bị cả trường cô lập (do đắc tội với F4) đến nỗi phải tự tử. Sau đó Jan Di được tài trợ một suất học bổng học tại trường Shinwa. Tuy không muốn nhưng dưới sức ép của gia đình, cô cũng phải chia tay ngôi trường cấp 3 đang theo học và chuyển đến đây. Với bản tính tốt bụng, hiền lành nhưng nóng tính của mình, cô đã không ít lần gặp những rắc rối từ dở khóc dở cười đến những nguy hiểm, hiểu lầm với nhóm F4. Cuối cùng, cô đã rơi vào lưới tình với Goo Jun Pyo.
- Lee Min Ho vai Goo Jun Pyo (구준표): Jun Pyo đứng đầu nhóm F4 - 4 đóa hoa (những người nổi tiếng nhất trường Shinhwa) và là người thừa kế tập đoàn Shinwa. Anh đã hành hạ Jan Di sau khi cô ngoan cố chống lại cách bắt nạt của mình, nhưng cuối cùng cậu lại phải lòng cô ấy. Trong phần kết thúc của bộ phim, anh đã được mọi người ghép lại với Jandi nhưng sau đó Pyo bị một tai nạn xe hơi khiến anh "mất hết trí nhớ" của mình.

Jang Geun Suk đã từng đề cập anh được nhận vai Goo Jun Pyo, nhưng anh đã chọn để vào vai trong Beethoven Virus.
- Kim Hyun-joong vai Yoon Ji Hoo (윤지후): Ji Hoo là một thành viên của F4 và là cháu trai của cựu Tổng thống Hàn Quốc. Tài năng âm nhạc của cậu khiến Jan Di yêu thích, cô đã trở thành nguồn sức sống mới cho Ji Hoo - một người rất ít khi cười. Cuối cùng, Ji Hoo cũng thích Jan Di. Cha mẹ cậu đã mất trong một vụ tai nạn xe hơi và chỉ còn mình cậu sống sót. (Phần này sẽ ảnh hưởng tới tính bất ngờ phim). Anh ta có triệu chứng 'sợ đua xe hơi' do vụ tai nạn nhưng khi phải chiến đấu để cô bạn Jan Di không bị đuổi học, anh đã cố vượt qua nó.
- Kim Bum vai So Yi Jung (소이중): Yi Jung là Casanova của F4 (Casanova để chỉ một người đào hoa, phong độ). Anh là một thợ gốm lành nghề và anh sở hữu bảo tàng nghệ thuật lớn nhất Hàn Quốc. Anh đã dần thay đổi lối sống ăn chơi sa đọa của mình khi anh nhận ra mình đã có cảm tình với Chu Ga Eul (Kim So Eun).
- Kim Joon vai Song Woo Bin (송우빈)

Woo Bin được biết đến là Don Juan của F4. Gia đình cậu ta điều hành một công ty xây dựng lớn và có các mối quan hệ khổng lồ với một số tổ chức ngầm, được ám chỉ đến là Xã hội đen.
- Kim So Eun vai Chu Ga Eul (추가을)

Cô là bạn thân của Jan Di, 2 người cùng làm thêm chung trong một quán cháo và học chung từ hồi mẫu giáo đến khi Jan Di chuyển đến Shinwa học. Cuối cùng cô đã thổ lộ với So Yi Jung là cô thích anh ta và cuối cùng, những diễn biến đầy xúc động và tình cảm xung quanh những thay đổi trong cuộc sống của Yi Jung.

### Diễn viên còn lại
- Kim Hyun-joo vai Goo Jun Hee - chị gái của Jun Pyo và là người duy nhất khiến cậu ta nghe lời. Cô luôn muốn em trai mình trở thành người tốt và thường xuyên chỉ bảo những sai lầm của cậu em Jun Pyo 'bất trị' mỗi khi cậu ấy mắc phải.
- Lee Hye-young vai Kang Hee Soo (Chủ tịch Kang) - mẹ của Jun Pyo và là Chủ tịch của tập đoàn Shinhwa. Bà luôn kịch liệt phản đối cậu quý tử của mình đến với Jan Di và dùng toàn bộ sức ảnh hưởng của mình để ngăn chặn họ.
- Jung Chanwoo vai Goo Jun Pyo lúc nhỏ
- Han Chae Young vai Min Seo Hyun